# 120'erne
Århundreder: 1. århundrede – 2. århundrede – 3. århundrede
Årtier: 70'erne 80'erne 90'erne 100'erne 110'erne – 120'erne – 130'erne 140'erne 150'erne 160'erne 170'erne
År: 120 121 122 123 124 125 126 127 128 129